# Det tyske mindretal i Nordslesvig
Det tyske mindretal i Nordslesvig eller Sønderjylland (tysk: deutsche Minderheit eller deutsche Volksgruppe in Nordschleswig) er betegnelsen for de tysksindede i Nordslesvig (den danske del af Sønderjylland). Fra dansk side og somme tider af mindretallet selv kaldes de også hjemmetyskere.
Man vurderer, at mellem 15.000 og 18.000 mennesker i dag er knyttet til mindretallet. Af de tyske nordslesvigere taler omkring to tredjedele dansk (ofte sønderjysk) som hjemmesprog. Tysk er fortsat mindretallets kultursprog.
Mindretallet danner en parallel til det danske mindretal i Sydslesvig på den anden side af grænsen. Begge mindretal er som nationale mindretal defineret af sindelag, tilhørsfølelse og kultur.
Mindretallet opstod da Sønderjylland/Slesvig blev delt ved genforeningen i 1920, og Nordslesvig kom tilbage til Danmark, men tysk sprog og kultur været til stede i Sønderjylland i århundreder.

## Historisk baggrund
Sønderjylland (Hertugdømmet Slesvig) tilhørte Danmark indtil anden slesvigske krig i 1864. Fra 1300-tallet havde det været et selvstændigt styret område, som på mange måder udviklede sig anderledes. Det blev især efter reformationen i 1534 præget af mødet med tysk sprog og kultur samt forbindelser sydpå. Administrationssproget var tysk, og Slesvig blev efterhånden administreret sammen med hertugdømmet Holsten. I området nord for den nuværende grænse var kirkesproget primært dansk, og det gjaldt også skolesproget efter indførelse af almueskolen i 1814. Land- og bondebefolkningen talte stort set dansk (sønderjysk), men der var udbredt kendskab til højtysk eller plattysk især blandt de velhavende eller uddannede bønder. Ved vestkysten var der også berøring med frisisk. I byerne blev der talt både dansk og tysk.
Kongeåen var en intern toldgrænse i den danske helstat. Indtil 1813 havde Slesvig og Holsten også egen møntfod. Handel og kontakter gik både mod nord og syd. Nørrejylland – området nord for Kongeåen – var økonomisk tilbagestående i forhold til Slesvig og Holsten. Man var generelt bevidst om områdernes særlige status, for eksempel de små lokale hertugdømmer, som var underlagt den danske konge som over-hertug. Hertugdømmet Gottorp eksisterede til 1773, og hertugen af Sønderborg (Augustenborg) eksisterede i kraft af sin titel indtil 1800-tallet.

### Nationalitetsstriden i 1800-tallet
Tanken om demokrati blev udbredt i årtierne efter den franske revolution. Snart kom også nationalismen, idéen om en opdeling i nationer baseret på den brede befolknings sprog og kultur. Både nationalismen og ønsket om demokrati vandt frem i det tysktalende område, som bestod af mange småstater. I Danmark oplevede man fattige årtier i tiden efter pengereformen ("statsbankerotten") i 1813 og tabet af Norge i 1814, og den danske konge havde ingen planer om politiske reformer. Hertugdømmerne var de rigeste dele af den danske stat og måtte stå for en stor del af udgifterne, hvilket skabte nogen utilfredshed.
I 1830'erne og 40'erne opstod der to lokale bevægelser for tysk og dansk sprog og kultur i Slesvig, som kom til at stå i modsætning til hinanden. På grund af diskussionen om Slesvigs fremtidige tilknytning mod nord eller syd under en fri forfatning, udviklede det sig til en national og politisk modsætning, som ophidsede den offentlige mening i de forskellige tyske stater og i Danmark.
Fra 1830'erne opstod slesvigholstenismen blandt en del af hertugdømmernes tysk-orienterede middel- og overklasse, der ønskede at styrke båndene mellem de to områder og gøre dem til én selvstændig stat, som kun havde kongen til fælles med Danmark. Der opstod en modbevægelse for at synliggøre det danske sprog i Nordslesvig, kendt fra Christian Paulsens skrift i 1842 og Peter Hiort Lorenzens danske tale i stænderforsamlingen samme år. Som fronterne skærpedes, udviklede det sig til en kamp mellem tre muligheder. Et tysk Slesvig-Holsten blev foreslået af Uwe Jens Lornsen i 1830; et Danmark til Ejderen af Orla Lehmann i 1842, og andre var mere besindige og ønskede at bevare den dansk-tyske helstat. De dansksindede begyndte at genindføre det gamle navn for Slesvig, Sønderjylland, og grundlagde Rødding Højskole i 1844.

### Treårskrigen
Da revolutionerne greb Europa i 1848, samledes borgere to steder i den danske helstat for at kræve frie grundlove. I marts 1848 var der møder næsten samtidig i Rendsborg, hvor en gruppe adelige og borgere krævede en slesvig-holstensk grundlov og stat gennemført, og i København, hvor man krævede en dansk grundlov. Både de tyske og danske reformatorer var nationalliberale, men uenige om Slesvig. De tyske i Rendsborg og Kiel krævede at Slesvig skulle sluttes sammen med Holsten og optages i det Tyske Forbund. De danske i København ville indføre en fælles grundlov for Danmark og Slesvig, dvs. et Danmark til Ejderen, dog med selvstyre for Slesvig.
Embedsmænd, officerer og borgere i Kiel udnyttede rygterne, forvirringen og den forsinkede kommunikation med hovedstaden til et oprør, en provisorisk regering for hertugdømmerne. Dermed var borgerkrigen brudt ud. Selve Slesvig havde indtil da ikke været meget præget af skarpe modsætninger mellem dansk- og tysksindede. Forkæmperne for det tyske Slesvig-Holsten fik i en periode støtte fra Preussen, men borgerkrigen endte med den danske regerings sejr i 1850.
Efter krigen var modsætningerne skærpede, men der var stadig forsonlighed i store dele af Sønderjylland. Efterspillet viste at forholdene var forskellige i Syd- og Nordslesvig.

### Sydslesvig fortyskes
I Sydslesvig (egentlig Mellemslesvig) var det danske (sønderjyske) sprog stadig udbredt på landet, om end i tilbagegang, og det havde lav status. Der skete et langsomt sprogskifte til plattysk. Regeringen søgte i 1851 at redde det danske sprog i Mellemslesvig ved at ændre skolesproget fra tysk til dansk og indføre skiftende dansk/tysk kirkesprog, de såkaldte sprogreskripter. Befolkningen, eller i hvert fald de magtfulde og førende bønder og borgere, reagerede med stor modstand. Resultatet var at mange sogne opgav det danske sprog ret hurtigt, et skifte som længe havde været undervejs.
Det stod efterhånden klart at den tyske kultur var temmelig eneherskende i Sydslesvig, også i områderne i Mellemslesvig hvor man reelt stadig brugte sønderjysk. Hverdagens sønderjyske dialekt blev ikke et udtryk for danskhed som sådan. (Sådan var det fortsat indtil 1950'erne i sognene lige syd for grænsen, hvor der endnu i dag findes stadig enkelte sønderjysktalende). Da tyskheden var altdominerende, opstod der ikke specifikke organisationer for den tyske folkegruppe. Der opstod derimod danske organisationer, forløberen for det danske mindretal, især i Flensborg, som primært var tysktalende, men dansksindet.

### Dansk og tysk i Nordslesvig
Den gamle grænse mellem dansk og tysk kirkesprog, som omtrent svarer til den nuværende dansk-tyske grænse, kom til at markere en skillelinje mellem det tyskorienterede Syd-/Mellemslesvig og et Nordslesvig med to strømninger.
I Nordslesvig fandtes den sønderjyske dialekt alle steder, og det danske skriftsprog var udbredt i kraft af det danske skole- og kirkesprog. Samtidig var tysk sprog og kultur også nærværende, især i købstæderne, og mest i Tønder. I købstædernes højeste sociale lag var det muligt at leve på tysk uden særlig meget kontakt til dansk.
Der tegnede sig et billede hvor den gamle elite, der havde fået en vis tysk uddannelse eller interesse for tysk kultur, ønskede at videreføre traditionen. Det omfattede mange af de større gårdmænd på landet og en del af borgerne i byerne. Navnlig mennesker med høj status valgte tyskheden. Nogle af dem havde måske ikke kendskab til rigsdansk sprog og kultur.
I Nordslesvig måtte tyskheden være bevidst og organisere sig, fordi danskheden var i flertal, og også fordi tyskheden markerede et højere socialt tilhørsforhold.
Der opstod danske og tyske organisationer, som lagde grunden til henholdsvis det senere tyske mindretal og de danske nordslesvigeres bevægelse efter 1864. Spredt over Nordslesvig fandtes der både tilhængere af en dansk løsning og et tysk Slesvig-Holsten. Befolkningen var under Treårskrigen blevet konfronteret med de to nationalpolitiske opfattelser, og nogle valgte side, hvilket kunne skabe skel tværs gennem familier. Den slesvigholstenske patriotisme opfattede sig stadig som en modstandsbevægelse mod dansk herredømme og undertrykkelse, især mod den Ejderdanske bevægelse.

### Den preussiske tid
Efter Danmarks nederlag i krigen i 1864 kom der ikke et selvstændigt Slesvig-Holsten, som de tysksindede havde håbet på. Området blev indlemmet som provins i Preussen, som fra 1871 var den vigtigste stat i det Tyske Rige. Den danske stat mistede sin betydning som fjendebillede, hertugdømmet var forsvundet, og grundlaget for en lokal tysk-slesvigsk eller slesvigholstensk bevægelse var væk. De to identiteter blev forsimplet til at være dansk eller tysk i et grænseland mellem to nationalstater.
I den preussiske tid fra 1866 til 1920 blev tyskheden langsomt styrket af mange faktorer. Dansk blev gradvis fjernet fra skoleundervisningen. De preussiske myndigheder overvågede dansk arbejde og presse, og det udartede sig især i Köller-perioden til chikane, undertrykkelse og udvisninger. Der skete en tilflytning af tyske arbejdere og embedsmænd, især i købstæderne og stationsbyerne. Det Tyske Kejserrige var en stor, selvbevidst stat og verdens førende industrination. Danmark fik også økonomisk fremgang, men var en småstat.
Pragfredens paragraf 5 lovede en folkeafstemning om grænsen i Nordslesvig, så der var lagt op til at grænsekampen fortsatte, og fronterne blev i løbet af perioden trukket skarpere op. I de senere årtier blev de danske sønderjyder meget velorganiserede og selvbevidste. De udgjorde fortsat et flertal – i hvert fald i landområderne. Tyskheden gik derfor til modoffensiv. Selv om Nordslesvig lå inden for det magtfulde Tyske Kejserriges grænser, var tyske nationalister meget bevidste om den fortsatte kamp for fortyskning af Nordslesvig.
Der blev grundlagt tyske foreninger, men de havde ikke til formål at organisere hjemmetyskerne folkeligt, snarere at udbrede tysk kultur og nationalisme og danne modvægt til det danske arbejde. Lokale embedsmænd oprettede i 1890 på initiativ af pastor C. J. Jacobsen i Skærbæk "Deutscher Verein für das nördliche Schleswig" ("Nordmarkverein") som en "fast organisation af rigstro elementer". Foreningens intentioner om et tysk kulturarbejde med bogsamlinger og foredragsmøder lykkedes kun til dels, men foreningen bidrog med kejserkult og nationalistisk magtforherligelse. Krigerforeningerne fik stor udbredelse og arbejdede i samme retning. Den nye tyskhed, der ideologisk ikke havde meget til fælles med den ældre liberale slesvig-holstenisme, afholdt fra 1894 folkefester på Knivsbjerg. På Knivsbjerg opførtes i 1895-1901 en 45 meter høj Bismarck-statue, et af de største monumenter i det Tyske Rige.

### Arbejderbevægelsen
Undtagelsen fra den skarpe dansk/tyske opdeling var Socialdemokratiet og arbejderbevægelsen, som havde et internationalistisk grundsyn og venskabelige forbindelser med socialdemokratierne i de nordiske lande. Resultatet blev en mild fortyskning af arbejderne i byerne, hvor sønderjyske og tyske tilflyttede arbejdere mødtes. De politisk bevidste af dem kunne bedst forestille sig en fremtid i en socialistisk tysk republik, hvor Socialdemokratiet stod stærkt. Fra Danmarks side var Socialdemokratiet og det Radikale Venstre ikke specielt interesseret i at kræve Sønderjylland/Nordslesvig tilbage. Den danske vælgerforening prøvede uden held at knytte de dansksindede arbejdere til sig med oprettelsen af Nordslesvigsk Arbejdersekretariat i 1908 og Dansk Arbejderforening for Nordslesvig i 1911.
Efter det tyske sammenbrud i 1. verdenskrig i november 1918 blev der stiftet en Sønderjysk Arbejderforening (SAF), som fik tilslutning fra dansksindede husmænd, landarbejdere, arbejdere og håndværkere uden for byerne. Efter genforeningen lykkedes det at integrere de nordslesvigske fagforeninger og arbejdere i den danske arbejderbevægelse og det danske Socialdemokrati. Resten af de tysksindede arbejdere, socialdemokrater som kommunister, vendte ryggen til mindretallet da det blev nazificeret. Det tyske mindretal har derfor ikke haft særlig stor opbakning blandt arbejdere efter 1920, og især ikke efter 1945.

## Historie efter 1920
Efter folkeafstemningen om grænsen i 1920 blev genforeningen gennemført. Alt efter synsvinkel var det en afståelse fra Tyskland, en deling af Slesvig og en indlemmelse i Danmark under den officielle betegnelse de sønderjyske Landsdele. Området blev almindeligvis kaldet Sønderjylland på dansk, men navnet Nordslesvig blev også af og til brugt frem til 1945.
Derved opstod et tysk mindretal på mellem 25.000 og 30.000 indbyggere i den nye danske landsdel.

### Mellemkrigstiden
Mindretallet og Weimarrepublikken anerkendte aldrig grænsedragningen fra 1920. I Tyskland havde moderate kredse forståelse for at en del af Nordslesvig måtte afstås, da den havde dansk flertal, men mange fandt at folkeafstemningen og grænsen var en del af Versaillesfreden, der var påtvunget Tyskland. Tyskland havde underskrevet Versaillesfreden i 1918, men under pres, og vilkårene var bestemt af de allierede. Man fandt det også uretfærdigt at små områder med tysk flertal var blevet indlemmet til Danmark (Tønder, Højer, Åbenrå, Sønderborg), og i et ret stort område stod dansk og tysk omtrent lige stærkt i afstemningen.
Fra starten blev det et hovedmål for det tyske mindretal at få flyttet grænsen. De færreste troede efterhånden på at grænsen kunne komme tilbage til Kongeåen, men der blev stillet krav om en mindre grænsrevision, for eksempel svarende til Tiedjelinjen, med eller uden ny folkeafstemning. Grænsekampen og forholdene i Sønderjylland stod derfor centralt i den danske sikkerhedspolitik fra 1920 til 1945.
Nordslesvig var dog ikke et vigtigt emne i Tyskland, i modsætning til det meget store antal "folketyskere" i Polen og Tjekkoslovakiet. Det tysk-danske forhold var godt, og fra Berlin var man indstillet på fredelige forhold. Danmark og Tyskland indgik ikke en formel traktat om mindretallenes rettigheder på de to sider af grænsen, men var enige om at give muligheder for kulturel udfoldelse. I Danmark blev der både mulighed for tysksprogede kommuneskoler og tyske privatskoler under friskoleloven.
Det tyske mindretal havde en fremgang i mellemkrigstiden. I 1920 var der 7 tyske privatskoler, og i 1932 var der 30 tyske privatskoler og 28-29 tyske kommuneskoler.
Ved folketingsvalgene fra 1920 til 1939 fik mindretallets parti, Slesvigsk Parti, ét mandat, men stemmetallet var stigende. Folketingsmanden var den moderate pastor Johannes Schmidt-Vodder, som i valgperioden 1939-43 blev afløst af nazisten Jens Møller, mindretallets fører.
1920'erne og 30'ernes Sønderjylland var præget af svære økonomiske vilkår og landbrugets omstilling til danske forhold. Mange var utilfredse med de danske regeringer, og der opstod forskellige protestbevægelser i Sønderjylland. Nogle var slesvigsk-orienterede uden at ønske en grænseflytning, f.eks. Selvstyrebevægelsen. En del sønderjyder opfattede sig hverken som danske eller tyske (de såkaldt "blakkede"). Der blev appelleret til dem fra begge sider.
Fra 1933 tilsluttede mindretallet sig efterhånden nazismen, ligesom andre tyske mindretal, der var opstået som følge af Versailles-fredens grænser. Der var først forskellige rivaliserende nazistiske grupper, men i 1935 blev mindretallet ensrettet med Jens Møller som leder. Mindretallets parti blev til NSDAP-N (Nationalsozialistische Deutsche Arbeiterpartei Nordschleswig), men opstillede stadig som Slesvigsk parti ved valg. Mindretallet blev fuldstændig underlagt partiet efter rigstysk mønster, med SK (Schleswigsche Kameradschaft) svarende til SA samt Deutsche Jugendschaft og Mädchenschaft Nordschleswig svarende til Hitlerjugend og Bund Deutscher Mädel.
Under indtryk af Hitlers held med at annektere områder i Tjekkoslovakiet og Memel, blev en grænseflytning under parolen ”wir wollen heim ins Reich” mindretallets hovedkrav ved folketingsvalget i april 1939. Mindretallet fik fremgang til 15,9 % af stemmerne i Nordslesvig, men det nationale styrkeforhold blev ikke forrykket. Jens Møller fik i Berlin at vide, at en grænserevision ikke lå lige for. Der blev indgået en dansk-tysk ikke-angrebspagt i maj 1939, og i oktober udtalte Hitler offentligt ikke at ville rejse territoriale krav over for Danmark.

### Anden Verdenskrig
Under besættelsen var indgik det meste af mindretallet i kollaboration med den tyske værnemagt. Ved den tyske indmarch 9. april 1940 hilste medlemmer af mindretallet begejstret tropperne velkommen, og der var mange eksempler på personer som hjalp tyskerne med vejvisning eller militære opgaver, som var forberedt i forvejen.
Mindretallet fremførte højlydt sit krav om en grænserevision. Nazityskland havde indtil videre ingen planer om dette, da man vurderede det vigtigere at bevare et roligt forhold til det besatte Danmark. Da den belgiske grænseområde Eupen-Malmédy blev genindlemmet i Tyskland i sommeren 1940, fik man fornyet optimisme. 25. juni lod Berlin mindretallet forstå, at en grænserevision ikke var på dagsordenen. Fra dansk side følte man sig aldrig sikker på, at grænsespørgsmålet var lukket.
Mindretallet øgede kampen for at vinde de nationalt ”blakkede” i landsdelen for sig. Jordkampen intensiveredes af Kreditanstalt Vogelgesang og gennem dannelsen i november 1940 af Landesbauernschaft Nordschleswig. Den hjemmetyske erhvervsorgansation Deutsche Berufsgruppen in Nordschleswig etablerede et Liefergemeinschaft, der sørgede for, at hjemmetyske virksomheder fik favorable leverancer til Værnemagten. Det økonomiske fremstød blev knyttet til det kulturelle: hvis man fik økonomiske fordele af mindretallet, måtte man til gengæld sætte sine børn i tysk skole, læse den hjemmetyske avis osv. I skoleåret 1940-41 overførtes ca. 400 børn fra dansk til tysk skole. I 1942 gik ca. 4.100 elever, 15 % af landsdelens børn, i mindretallets 90 skoler.
Fra Tysklands side havde man interesse i at hverve ungdommen til Waffen-SS, hvilket foregik i det skjulte allerede fra maj 1939. Efter 9. april 1940 kom der mere gang i hvervningen, og efter det tyske angreb mod Sovjetunionen iværksattes i efteråret 1941 en offentlig hvervekampagne via mindretalsledelsen i Det lille politiske Raad, der ganske som f.eks. Jungenschaft og mange skolelærere lagde et pres på de unge. Ledelsen havde et ambivalent forhold til hvervningen, fordi fronttjenesten drænede mindretallet for dets unge mænd. På den anden side håbede man, at offerviljen ville blive belønnet med en grænserevision. Berlin antydede at ”hjemstavnens ret til en fri tysk fremtid skulle tilkæmpes”. Omtrent 1500-1600 meldte sig til Waffen-SS og yderligere ca. 500 til Værnemagten. Ca. 750 faldt.
I januar 1943 begyndte hvervningen til Zeitfreiwilligendienst, et hjemmeværn, som skulle bistå regulære tyske tropper ved en allieret invasion. Berlin anså tjenesten for egentlig militærtjeneste. Jens Møller håbede at at det ville reducere de tyske krav om frontsoldater og godkendte hvervningen, ligesom til den tyske grænsebevogtningstjeneste, som også regnedes for egentlig militærtjeneste. I alt meldte ca. 1600 sig til Zeitfreiwilligendienst og 90 til grænsebevogtningen. Et tredje uniformeret, bevæbnet korps, Selbstschutz på ca. 450 mand, blev oprettet i 1944 for at beskytte hjemmetyske virksomheder mod sabotage. Korpset, som rekrutteredes blandt SK, var stærkt ideologisk betonet. Lejlighedsvis tiltog korpsets medlemmer sig politimyndighed overfor danske medborgere.
Det tyske mindretals parti, Slesvigsk Parti, stillede ikke op til Folketingsvalget i 1943 efter den tyske besættelsesmagts ønske. Den officielle begrundelse var, at mindretallet skulle kæmpe på Østfronten til støtte for Nazi-Tyskland. Reelt kan man have forventet tilbagegang og tab af mandatet, fordi så mange af vælgerne var fraværende pga. krigstjeneste. I stedet blev oprettet et særligt kontor under Statsministeriet med ansvar for mindretalsrelation under ledelse af Rudolf Stehr fra mindretallet.
I krigens sidste fase sørgede mindretallet for indkvartering af tusindvis af tyske flygtninge i private hjemmetyske hjem. Der blev mobiliseret frivillige til gravning af pansergravene Brynhildstillingen, Gudrunstillingen og Kriemhildstillingen tværs over Jylland, vendt mod en allieret invasion.
Mindretallets meget synlige og demonstrative samarbejde med besættelsesmagten, som den bl.a. kom til udtryk i den hjemmetyske avis, med hadske bidrag fra bl.a. nazisterne Asmus Wilhelm Jürgensen og Harboe Kardel, medførte et spændt og undertiden hadefuldt forhold mellem mindretals- og flertalsbefolkning.
Det tyske mindretals nazisme var i konkurrence med det danske nazistparti DNSAP, som var ledet af den dansknationale sønderjyde Frits Clausen.
Der fandtes små oppositionelle kredse i mindretallet, f.eks. Haderslevkredsen med tobaksfabrikant Matthias Hansen. De kom først til at spille en rolle efter krigen.

### Retsopgør og eftervirkninger
Efter det tyske nederlag i 1945 foretog den danske stat et omfattende retsligt og politisk opgør med det tyske mindretal. Godt 3500 hjemmetyskere blev i maj-juni 1945 interneret i Fårhuslejren og på Sønderborg Slot. Ca. 3.000 af disse, svarende til ikke mindre end 25% af samtlige dømte danske landssvigere, blev dømt under retsopgøret. Afsoningen foregik primært i Fårhuslejren. Efter afsoningen tabte de deres borgerlige rettigheder, hvilket for ganske mange betød at de ikke kunne fortsætte i deres erhverv som f.eks. lærer.
Hjemmetyske institutioner, herunder de 89 skoler, blev lukket. En del blev inddraget som erstatning for den tyske krigsgæld efter loven om konfiskation af tysk og japansk ejendom, som de allierede havde pålagt Danmark at gennemføre. Det var dog kun tyske statsborgeres ejendom der kunne konfiskeres efter loven.
I 1945-46 fandt der trusler, skyderier, hærværk og bombeattentater sted fra både danskeres og medlemmer af det tyske mindretals side. I 1946 angreb en gruppe unge politistationen i Tinglev med en håndgranat. Ti af dem tilhørte det tyske mindretal, og fire var danske nazister.
Den 28. december 1948 skød en beruset mand mod en tysk julefest i Løgumkloster, og en kvinde, Wilhelmine Sass, blev dræbt. Gerningsmanden var en oprindelig sydslesviger, som havde været dansk modstandsmand i København og var blevet taget af tyskerne i 1943. Når der skete sådanne strafbare konfrontationer i årene efter 1945, blev de tyske gerningsmænd blev generelt straffet hårdere end de danske.
Det mest kendte eksempel var 40 danske frihedskæmperes sprængning af Bismarck-tårnet på Knivsbjerg i august 1945. Der skete en stor politiindsats, da den danske stat frygtede at forholdet til Tyskland kunne lide skade. Sagen blev aldrig blev opklaret, da lokalbefolkningen og gerningsmændene forholdt sig tavse. Først i 2012 stod nogle af de involverede frem og fortalte om aktionen.
Selve bronzestatuen af Bismarck var blevet flyttet til Sydslesvig i 1930. Mindretallet genoptog Knivsbjergfesterne i 1947.
Krigsdeltagelsen og retsopgøret er blevet meget omdiskuteret frem til i dag, men først mange årtier efter krigen kunne diskussionen ske åbent. De fleste dømte benægtede alle fejltagelser, betragtede sig som ofre for flertalsbefolkningens hævn og uretfærdig behandling fra den danske stats side, og de forventede at deres krigsindsats blev holdt i ære inden for mindretallets organisationer. Deres argument var at man havde deltaget i krigen ud fra offervillighed, hvilket de mange faldne var et bevis på. Den yngre generation ønskede ofte åbenhed om nazismens forbrydelser og krigsdeltagelsen, f.eks. Siegfried Matlok, der var chefredaktør for mindretallets avis fra 1979 til 2013.
Efter europæiske forhold var opgøret moderat, sammenlignet med andre lande, hvor tyske mindretal blev fordrevet, mistede al ejendom og blev udsat for summariske drab. Den sønderjyske modstandsbevægelse havde krævet tab af dansk statsborgerskab og efterfølgende udvisning af hjemmetyskere, som f.eks. var dømt for uniformeret tysk tjeneste. Det blev aldrig imødekommet af det officielle Danmark, trods folkelig opbakning i landsdelen.
I 1962 blev der på Knivsbjerg indrettet en æreslund (Ehrenhain) for mindretallets faldne frontsoldater under 1. og 2. verdenskrig. Ved 50-årsjubilæet i 2012 blev dens navn ændret til et mindested (Gedenkstätte). Mindetavlerne omfatter kun de faldne fra anden verdenskrig, ca. 650 frivillige i tysk tjeneste, herunder SS-soldater. En håndfuld navne er gennem tiden blevet fjernet, efter at der er fremlagt sikre beviser for krigsforbrydelser.
| Citat                                           | Mindretallets folk havde ikke dengang den indre kraft til at komme på et nyt moralsk grundlag. Man sagde man var demokrater, men det tog meget lang tid før man virkelig blev demokrater. De havde jo oplevet at nogen i deres familie var faldet, var omkommet eller at faren havde siddet i fængsel efter 1945. Man kan jo ikke én dag være nationalsocialist, og dagen efter er man demokrat. Så hurtigt går det jo heller ikke. | Citat |
| Siegfried Matlok, DR-programmet Mindretal, 2007 | |       |

I DR-programmet Mindretal fra 2007 fortæller en tidligere Stasi-officer, Eckardt Nickol, at medlemmer af det tyske mindretal blev hvervet til at spionere for DDR. Stasi hvervede primært tidligere nazister eller krigsfrivillige, som kunne afpresses pga. deres fortid, men kontaktede også studerende. Dette var nemmere end at hverve danskere til arbejdet og også nemmere end at lade østtyske agenter lære de nordiske sprog. Det skete i hvert fald indtil 1970'erne. DDR kunne på den måde få adgang til informationer fra f.eks. det danske folketing og myndigheder som NATO og EU via medlemmer af det tyske mindretal der blev danske embedsmænd. Der var også eksempler på Stasi-agenter som slog sig ned i Sønderjylland, infiltrerede mindretallet eller overtog danske borgeres identitet, hvorefter de kunne rejse til Vesttyskland med dansk pas.

### Efterkrigstiden
På grundlag af Haderslevkredsens dokument fra 1943 vedtog det tyske mindretal den 22. november 1945 en loyalitetserklæring over for den danske stat, hvor man anerkendte grænsen fra 1920, folkestyret og den danske stats overhøjhed, bekendte sig til kristendommen, og ønskede fortsat ret til tyske skoler og tysk kulturliv. Mindretallet blev betydelig mindre end før krigen, men fortsatte arbejdet. Det lykkedes at tilbagekøbe og genopstarte et antal af skolerne. Den første genåbnede i 1946.
Fra 1955 blev mindretallenes forhold på begge sider af grænsen mere rolige med København-Bonn-erklæringerne.
Slesvigsk Parti var repræsenteret i Folketinget 1953-64, indtil stemmetallet blev for lavt til at opnå valg. Mindretallet fik indvalgt et folketingsmedlem via samarbejde med Centrum-Demokraterne i 1973-79. Som erstatning for repræsentationen i Folketinget nedsattes fra 1965 Kontaktudvalget for det Tyske Mindretal med repræsentanter fra mindretallet, regeringen og Folketingets partier. I 1983 oprettede regeringen desuden et sekretariat for det tyske mindretal med kontor i København. Slesvigsk Parti var repræsenteret i Sønderjyllands Amtsråd og flere kommunalbestyrelser. I dag har partiet repræsentanter i alle fire sønderjyske kommuner, men ikke i Region Syddanmarks regionsråd.
Siden 1990'erne har mindretallet i stigende grad defineret sig som et kulturmindretal. Den tyske identitet er især hos de unge gledet i baggrunden og erstattet med begreber som Zweiströmig (dobbeltrettet, indeholdende to strømninger). På det politiske plan har man betonet en europæisk indstilling og det grænseoverskridende samarbejde. Efter 2000 har man markeret sig som forkæmper for regionalpolitiske interesser og bevarelsen af det sønderjyske sprog, f.eks. i Æ Synnejysk Forening. Mindretallet har fået stigende og positiv fokus i medierne.
Mindretallet fremførte første gang i 2007 forslag om tosprogede byskilte, som foreløbig har udløst en kontroversiel diskussion. Fra 1920 til 1945 var der i øvrigt tyske eller tosprogede gadeskilte i nogle af kommunerne, f.eks. Tønder.
Ved kommunalvalgene i de fire nye sønderjyske kommuner har Slesvigsk Parti i alt fået 4 mandater i 2005, 6 mandater i 2009, 9 mandater i 2013 og 10 mandater i 2017. SP er stærkest i Sønderborg med 13,3 % og fem mandater.
Ved kommunalvalget 2021 fik Slesvigsk Parti sin første borgmester i Tønder Kommune, Jørgen Popp Petersen.

### Mærkedage og højtideligheder
Den første lørdag i november afholdes Der Deutsche Tag som en mærkedag over forholdet til mindretallets moderland, Tyskland.
Tyske mærkedage som Tysklands genforening 3. oktober har selvfølgelig også deres plads.
Mange andre mærkedage er fælles for det tyske mindretal og landsdelens øvrige befolkning. Medlemmerne af det tyske mindretal er i almindelighed lutheranere og har dermed de samme kirkelige helligdage som andre sønderjyder.

## Organisation
Det tyske mindretal i Danmark er organiseret under paraplyorganisationen (tysk: Dachverband) Bund Deutscher Nordschleswiger (BDN) (tyske nordslesvigeres forbund). BDN repræsenterer mindretallet i politiske, kulturelle og økonomiske forhold. Under BDN hører Slesvigsk Parti, der varetager mindretallets interesser på kommunalt og regionalt plan.

## Institutioner
Det tyske mindretal står for en del institutioner i Sønderjylland.
Højskoleforstander Jacob Appel gennemførte som undervisningsminister for Venstre de frisindede "appelske skolelove" i 1920-1924. Disse love sikrede, at hjemmetyskerne i Sønderjylland fik deres egne skoler.

### Skoler, efterskoler og gymnasier

#### Skoler med klassetrin 0-7
- Deutsche Privatschule Feldstedt, Aabenraa
- Deutsche Schule Buhrkall, Bylderup-Bov
- Deutsche Schule Lügumkloster, Løgumkloster
- Deutsche Schule Osterhoist, Løgumkloster
- Deutsche Schule Pattburg, Padborg
- Deutsche Schule Rapstedt, Bylderup-Bov
- Deutsche Schule Rothenkrug, Rødekro
- Förde-Schule Gravenstein, Gråsten
- Kindercampus Lunden, Nordborg

#### Skoler med klassetrin 0-10
- Deutsche Privatschule Apenrade, Aabenraa
- Deutsche Privatschule Sonderburg, Sønderborg
- Deutsche Schule Hadersleben, Haderslev
- Deutsche Schule Tingleff, Tinglev
- Ludwig-Andresen-Schule Tondern, Tønder

#### Efterskoler
- Deutsche Nachschule Tingleff, Tinglev

#### Gymnasier
- Deutsches Gymnasium für Nordschleswig, Aabenraa

### Børnehaver
- Deutscher Kindergarten Arnkielstraße, Sønderborg
- Deutscher Kindergarten Broacker, Broager
- Deutscher Kindergarten Bülderup, Bylderup-Bov
- Deutscher Kindergarten Dronning Margrethesvej, Aabenraa
- Deutscher Kindergarten Gravenstein, Gråsten
- Deutscher Kindergarten Hadersleben (Warteschule), Haderslev
- Deutscher Kindergarten Jeising, Tønder
- Deutscher Kindergarten Jürgensgaard, Aabenraa
- Deutscher Kindergarten Loit/Schauby, Aabenraa
- Deutscher Kindergarten Lügumkloster, Løgumkloster
- Deutscher Kindergarten Osterhoist, Løgumkloster
- Deutscher Kindergarten Pattburg, Padborg
- Deutscher Kindergarten Rapstedt, Bylderup-Bov
- Deutscher Kindergarten Renz, Bylderup-Bov
- Deutscher Kindergarten Ringreiterweg, Sønderborg
- Deutscher Kindergarten Rothenkrug, Rødekro
- Deutscher Kindergarten Tingleff, Tinglev
- Deutscher Kindergarten Uk, Tinglev
- Deutscher Kindergarten Wilsbek, Padborg
- Kindercampus Lunden, Nordborg
- Kindergarten Tondern, Tønder
- Waldkindergarten Feldstedt, Aabenraa

### Fritidshjem
- Deutscher Freizeitclub Hoyer, Højer
- Deutscher Freizeitclub Tingleff, Tinglev
- Freizeitclub Hadersleben, Haderslev
- Freizeitclub Tondern, Tønder
- Jugendclub Tingleff, Tinglev
- KIM – Kind im Mittelpunkt, Aabenraa
- Schulfreizeitordnung/Förde-Schule Gravenstein, Gråsten
- Spielgruppe Bülderup, Bylderup-Bov

### Biblioteker
Det tyske mindretal råder over egne biblioteker i Sønderjylland med en medieholdning på ca. 230.000 medieenheder, dvs. bøger og av-medier samt et kartotek. Der findes et centralbibliotek, 4 filialbiblioteker, 2 bogbusser samt 15 skolebiblioteker, der bliver serviceret af centralbiblioteket. Biblioteksvæsenet er underlagt den danske bibliotekslov og er finansieret fra den tyske (ca.65%) og den danske stat (ca.35%).
Bibliotekerne:
- Deutsche Büchereizentrale und Zentralbücherei Apenrade, det tyske mindretals centralbibliotek i Aabenraa
- Deutsche Bücherei Hadersleben, det tyske bibliotek i Haderslev
- Deutsche Bücherei Sonderburg, det tyske bibliotek i Sønderborg
- Deutsche Bücherei Tingleff, det tyske bibliotek i Tinglev
- Deutsche Bücherei Tondern, det tyske bibliotek i Tønder
- Fahrbüchereien 1 & 2, de tyske bogbusser 1 & 2

### Presse
- Der Nordschleswiger, mindretallets dagblad.

### Kirke
Tyske præster og kirkelige handlinger på tysk er en del af det kirkelige liv i det tyske mindretal.
Præsterne på landet er en del af Nordschleswigsche Gemeinde, der har tætte bånd til den nordelbiske-lutherske kirke.
De fire tyske præster i byerne arbejder inden for rammerne af den danske folkekirke.